# ガルタイト (めっき)
ガルタイトとは、溶融亜鉛に5%アルミニウムを加えた合金をめっきした鋼板のこと。従来広く流通していた製品の商標にちなんで、しばしば「ガルファン」(GF) とも呼ばれる。日本工業規格(JIS)では、JIS G3317（溶融亜鉛−5%アルミニウム合金めっき鋼板）として規定されている。

## 耐食性・その他の特性
亜鉛めっき鋼板は、めっき層に含まれる亜鉛 (Zn) が鉄 (Fe) よりもイオン化傾向が大きいため、水中などの腐食環境下において、Feよりも先にZnが溶け出すことで、原板であるFeの腐食を防止している（犠牲防食）。ガルタイトは、めっき合金元素として重量比5%のアルミニウム (Al) を含んでおり、Znの犠牲防食に加えて、Alの不動態機能を併せ持つため、通常の純亜鉛めっきに比べて優れた耐食性を持つ（一般には2-4倍程度といわれる）。なお、めっきとしての性能を高める微量元素として、マグネシウム (Mg) などが1%未満含まれることが許されている。
ZnとAlの合金めっきとしては、他にガルバリウム (GL) があり、一般的な耐食性はGLの方が優れている。ただし、ガルタイトは、特に耐アルカリ性においてGLよりもはるかに優れており、畜舎など、アルカリ雰囲気の環境下では、GLの代替として用いられることが多い。
ガルタイトはめっき層が軟らかく、加工性に富んでいるため、折り曲げなど比較的激しい加工を行う用途に好んで用いられる。また、塗料の乗りが良いため、各種カラー鋼板の原板として利用されている。
めっき表面には独特の亀甲模様が生じ、全体として鈍い光沢を持つ。また、めっき中のZnが大気中の水分と反応することで黒く変色する「黒変」が、他のめっき品よりも生じやすい。めっきの防食性にはほとんど影響ないが、こうした特性は美観という点ではマイナスと評価されやすく、ガルタイトの使用量が伸び悩む一因となった。
より優れた耐食性を持つGLの普及に伴って、機能の位置付けが中途半端に見られがちのガルタイトの使用分野は次第に狭くなっており、現在の日本では、本来のガルタイトの生産量は少量になっている。一方で、成分を調整してガルタイトの性能を強化した製品が各社で開発・生産されており、需要を伸ばしている（次項参照）。なお、ヨーロッパではGFの特性を生かした利用分野が確立しており、現在でも一定の需要がある。

## ガルタイトから派生した独自製品
日本の鉄鋼メーカーの中には、ガルタイトを元にして、合金元素を工夫することで耐食性などの性能を高めた独自製品を開発・生産している企業がある。日本国内においては、これら独自製品の流通量が大半を占め、本来のガルタイトはごく少量になっている。現在実際に流通しているものとして、以下の製品がある。
- ZAM（ザム）…日新製鋼(現在は親会社の日本製鉄に吸収)が開発した製品。亜鉛に、6 %のアルミニウム (Al) および 3 %のマグネシウム (Mg) の各元素を加えた合金をめっきしている。通常のガルタイトに比べて、5–8倍の耐食性を持つとされる。特に高塩分環境下での耐食性に優れる。独特のキラキラした表面が外見上の特徴。
- スーパーダイマ（しばしば「SuperDyma＝SD」と略称）…新日本製鐵（現在の日本製鉄）が開発した製品。亜鉛にAl (11 %)と、Mg (3 %)、若干の珪素 (Si) の各元素を加えた合金をめっきしている。ほぼGL並みの耐食性を有するとされる。
- KOBEMAG（コーベマグ）…神戸製鋼所が2017年に日新製鋼(当時)からOEM供与を受け発売したZAM同等製品[1]。新日鉄住金（当時）が日新製鋼（当時）を2017年に子会社化するに当たって、公正取引委員会が対策を求めた問題解消措置として日新がZAMの特許および製造ノウハウを神鋼にライセンス供与したもので、2019年4月には神鋼製造の原板による日新での委託めっき加工製品に移行している[2]。
- エコガル…JFE鋼板が開発した製品。通常のガルタイトに微量のMgとニッケル (Ni) を加えた合金をめっきしている。MgとNiの含有率が少量（1 %以下）のため、本項で記した中では唯一ガルタイトJIS規格品となっている。化成処理でクロメートフリーが標準となっているのが特徴。

同じガルタイトをベースにしているものの、この3製品の特性はかなり異なっている。開発で先行したZAMが、性能のバランスと幅広い製造可能範囲を背景にして、現在では数量面で大きく抜きん出た存在になっている。
※ 実際のシェアは、高耐食性溶融めっき鋼板の分野において、日新製鋼がZAMで約80 %、新日鐵住金がスーパーダイマで約20 %の市場シェアに上る（2014年度）。
なお、ZAMとSDは、各メーカーの独自製品という位置づけで、販売開始以来JIS規格外品であった。しかし、最近の使用量の増大に伴うユーザーからの要望などを受けて、2012年に新たなJIS規格(JIS G 3323 溶融亜鉛-アルミニウム-マグネシウム合金めっき鋼板)が制定され、JIS規格品になった。

## 用途
通常の溶融亜鉛めっき鋼板同様、金属屋根や金属壁（サイディング）の材料、またカラー鋼板の材料などとしてよく用いられていたが、先述の通り、本来のガルタイトの使用量は激減している。一方で、各メーカーが開発した派生品が様々な用途を開拓し、広く用いられている。
なお、ZAMやSDといったメーカー独自品は、添加元素の関係で塗料の乗りがあまり良くない・クラックが入りやすい、などの理由から、カラー鋼板に加工されることは少ない。エコガルは添加元素が微量であり、塗料への影響が少ないため、カラー鋼板としての製造も行われている(が、後発製品であり、今のところは少量に限られている)。
例えば、プレハブ住宅の構造部材や各種機械部品向けには、比較的板厚の厚い製品が用いられている。鋼管や各種型鋼向けの材料としての使用も多い（例えば、「ZAM鋼管」として、ZAMをそのまま鋼管に溶接成型した二次製品が流通している）。もちろん、従来のガルタイト同様に、屋根・サイディング材としての使用がもっとも基本的な用途である。アルカリ腐食に強いという特性を活かした、畜舎向けの使用量が多いほか、（アルカリ性である）コンクリートやモルタルと接触する部位にも適している。最近では、太陽光発電の構造部材(太陽電池モジュールの架台)への使用が急増している。日新製鋼や新日鐵住金では、それぞれの製品専門のサイトを開設しており、様々な使用例を紹介している。

## 製造と流通
普通鋼の冷延鋼帯（コールドコイル）に溶融めっきを施して製造する。板厚の厚い製品は熱延鋼帯（ホットコイル）を用いることもある。他のめっき製品に比べて厚物での用途が多く、熱延鋼帯の比率も高くなっている。基本的な生産プロセスは普通の亜鉛めっき鋼板と同一であるため、両者は基本的に同一のラインで製造される。
現在、本来のガルタイトを国内で常時製造しているのは淀川製鋼の1社のみと思われるが、生産は僅少である。上述の独自製品については、各開発メーカーが生産を行っている。なお、JFE鋼板では、（独自商品である）エコガルがガルタイトとしてのJIS規格品であることから、エコガルを通常のガルタイト（同社の場合は「ガルファン」）としても販売可能である。
現在、本来のガルタイトを市中で購入することは(製造がほとんどないため)事実上不可能である。メーカーの独自製品に関しては、めっき鋼板を主体に扱う鋼材業者（コイルセンター）が建築業者などに対して市中対応を行っているが、一般への流通量は他のめっき品に比べると少ない。現在、取り扱い業者が事実上存在しないエコガルに関しては市中流通もなく、メーカーと直接交渉が必要となる。
なお、業者からの購入にあたっては、母材鋼板の板厚とめっきの目付量（付着量、JIS規格品では「Y○○」として規定）の指定が必要。目付量が多いほど、耐食性は向上する(が、メッキの量に比例して価格も上昇する)。「Y12」でめっき量120g/m2＝めっき厚片側0.028mm程度に相当する。ZAMとSDについては、新たに制定されたJISで目付量が別途規定されているが、JIS制定前の独自の目付量体系も残っており、不明な場合は事前に扱い業者に確認することが望まれる。

## 使用にあたって
ガルタイトおよび、その派生品は比較的黒変しやすい。防食性能には問題ないが、美観面で気になる場合は、他のめっき鋼鈑以上に、保管時に水分に触れない・結露させないなどの対応が必要である。
ZAM・SDは、合金中のMg比率が高いため、形成されるめっき層がかなり硬い。このため、加工表面に微小な割れ（クラック）が形成され、腐食が促進されることがある。加工内容が予め分かっている場合は、事前に扱い業者を通じて製造メーカーに確認したほうが無難。また、Mgは比較的低温で気化（昇華）して、溶接合金内でブローホールを発生することが多いため、溶接を伴う加工は慎重に条件を設定する必要がある。
エコガルはMg濃度が低いため、めっきが軟らかく、従来品並みに比較的大きな加工が可能であるほか、溶接も他製品に比べると容易とされる。また、エコガルは板厚の厚い製品において表面性状が他製品に比べて劣るとも言われており、使用にあたっては打ち合わせをすることが望ましい。なお、従来は派生品の中でJIS規格品はエコガルのみであり、ガルタイト（とその派生品）でJIS取得必須の用途があれば、従来はエコガルが事実上唯一の選択肢であったが、上述の通り2012年にZAM・SDが共にJIS規格品になったため、この点におけるエコガルの優位性は事実上消滅した。
一般に、Al比率が高いほど塩分に対する耐食性が高い。このため、極端な高塩分環境（海岸のすぐ側、凍結防止用に塩を撒く道路沿いなど）では、SDやZAMを使用することが望ましい。それ以外の通常の環境下では、現在流通している独自商品間に耐食性に関して大きな差は認められない。一方で、鋼板の切断面（端面）の耐食性はZn比率が高い方が有利であり、エコガルが他に比べると若干良好であると言われている。
特に板厚の厚い（4.5-6.0mm）めっき品が必要となる場合は、性能と供給が安定しているZAMが用いられることが多く、市場では圧倒的なシェアを有している。なお、条件が合えばSDは9.0mmまで製造可能であり、用途と製品特性を加味しながら製品を選択することになる。